# Wooburn (parish)
Wooburn är en civil parish i Storbritannien.   Den ligger i grevskapet Buckinghamshire och riksdelen England, i den södra delen av landet, 40 km väster om huvudstaden London.
De större byarna i Wooburn civil parish är Wooburn, Wooburn Green och Bourne End.